# Artamus monachus
L'artamo monaco, artamo di Celebes o artamo dorsoavorio, anche noto come rondine boschereccia dorsoavorio o rondine boschereccia di Celebes (Artamus monachus Bonaparte, 1851), è un uccello passeriforme della famiglia Artamidae.

## Etimologia
Il nome scientifico della specie, monachus, deriva dal tardo latino e significa "monaco", in riferimento alla livrea di questi uccelli, che ricorda il saio dei domenicani: il nome comune di questi uccelli è anch'esso un riferimento alla livrea.

## Descrizione

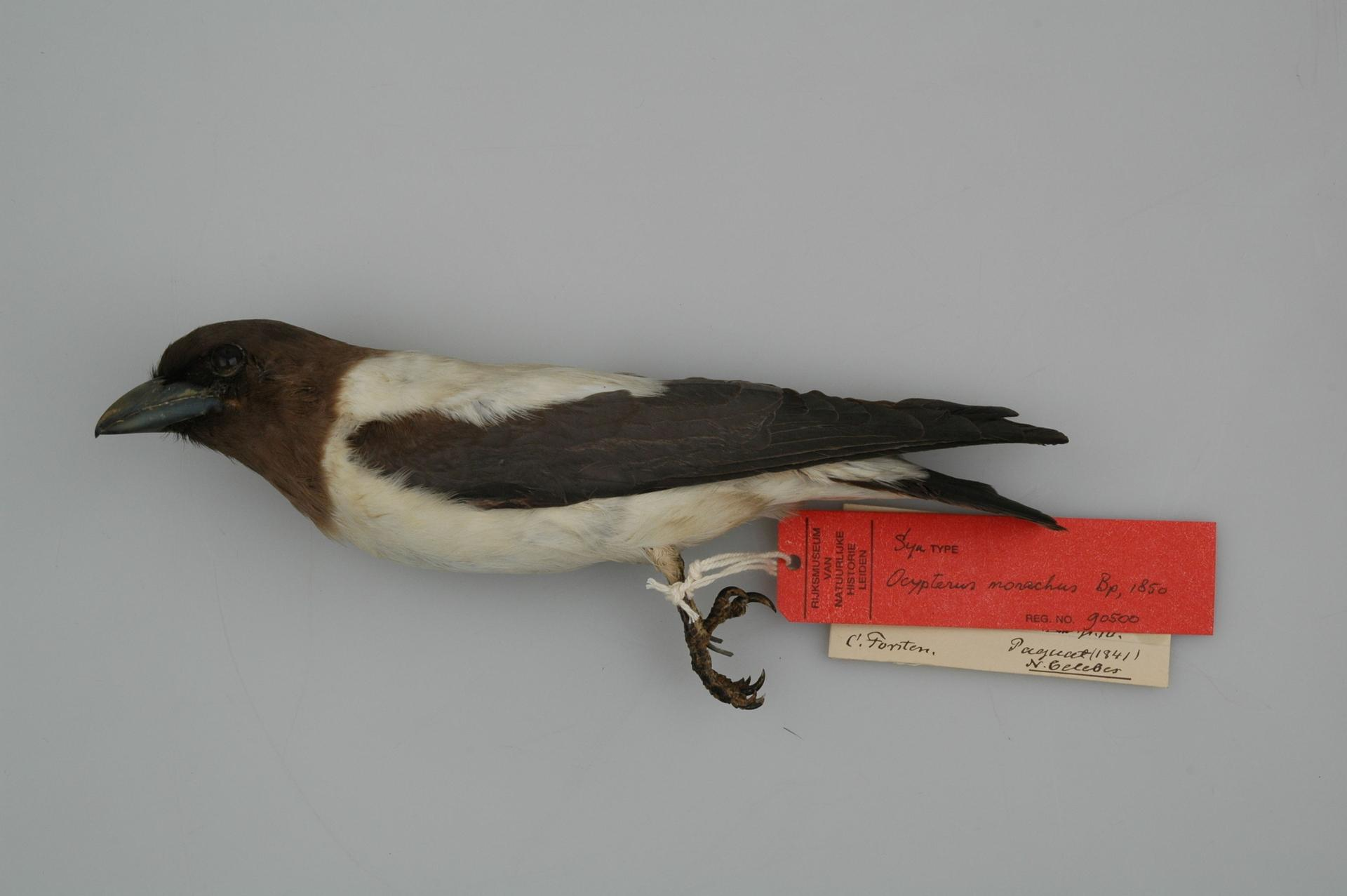
Maschio impagliato.

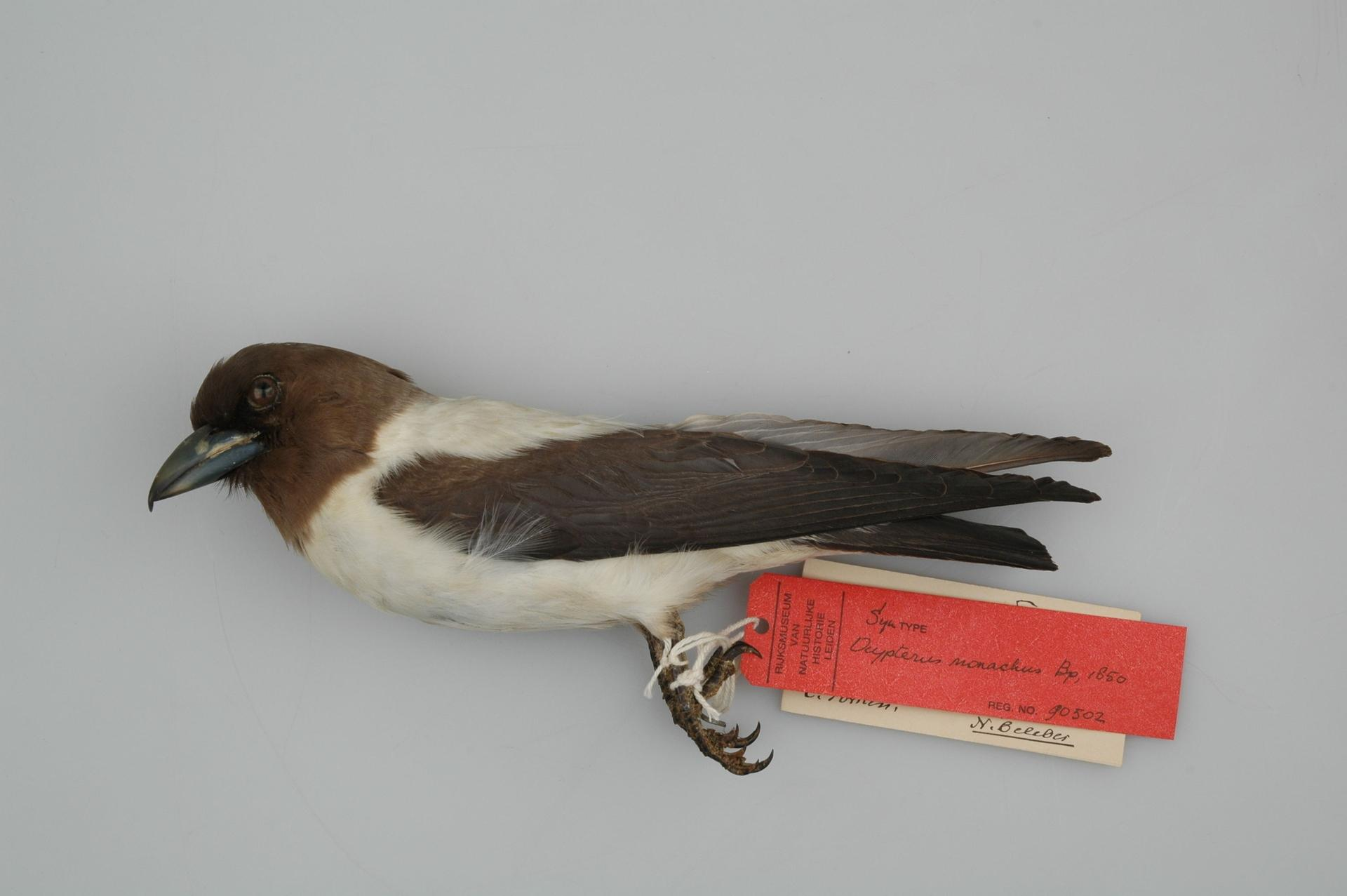
Femmina impagliata.

### Dimensioni
Misura 19–20 cm di lunghezza, per 50-60 g di peso.

### Aspetto
Si tratta di uccelli dall'aspetto robusto, muniti di testa appiattita, corto becco conico, lunghe ali appuntite dalla base molto larga e corta coda squadrata, nonché di zampe piuttosto corte: nel complesso, l'artamo monaco ricorda molto il disgiunto artamo delle Bismarck, rispetto al quale presenta colorazione della testa più tendente al bruno ed ali e coda più chiare.
Il piumaggio si presenta di colore bruno-nerastro su testa e gola, mentre petto, fianchi, ventre, sottocoda, scapole, dorso e codione sono (come intuibile dal nome comune) di color bianco avorio: le ali (copritrici e remiganti) e la coda sono di colore nero-grigiastro con sfumature brune.
Il becco è grigio-bluastro con punta nera, mentre gli occhi sono di colore bruno scuro e le zampe sono nerastre.

## Biologia
L'artamo monaco è un uccello sociale, che vive in coppie o in gruppetti di una decina d'individui: questi uccelli passano la maggior parte del tempo appollaiati su rami in evidenza nella canopia dai quali possono godere di una buona visuale dei dintorni, spiccando sovente il volo per nutrirsi e per il resto dedicandosi alla socializzazione, tolettandosi a vicenda e tenendosi in contatto fra loro mediante richiami monosillabici metallici e penetranti.

### Alimentazione
Si tratta di uccelli insettivori, che si nutrono soprattutto di grossi insetti alati catturati al volo o in picchiata.

### Riproduzione
La stagione riproduttiva di questi uccelli non è nota con certezza, tuttavia le uniche due osservazioni di nidi (coppe di fibre vegetali intrecciate a una quindicina di metri d'altezza alla base di una grossa epifita) sono state effettuate nel mese di luglio: pur mancando ulteriori informazioni, si ha motivo di ritenere che la riproduzione dell'artamo dorsoavorio non differisca significativamente, per modalità e tempistica, da quanto osservabile negli altri artami.

## Distribuzione e habitat

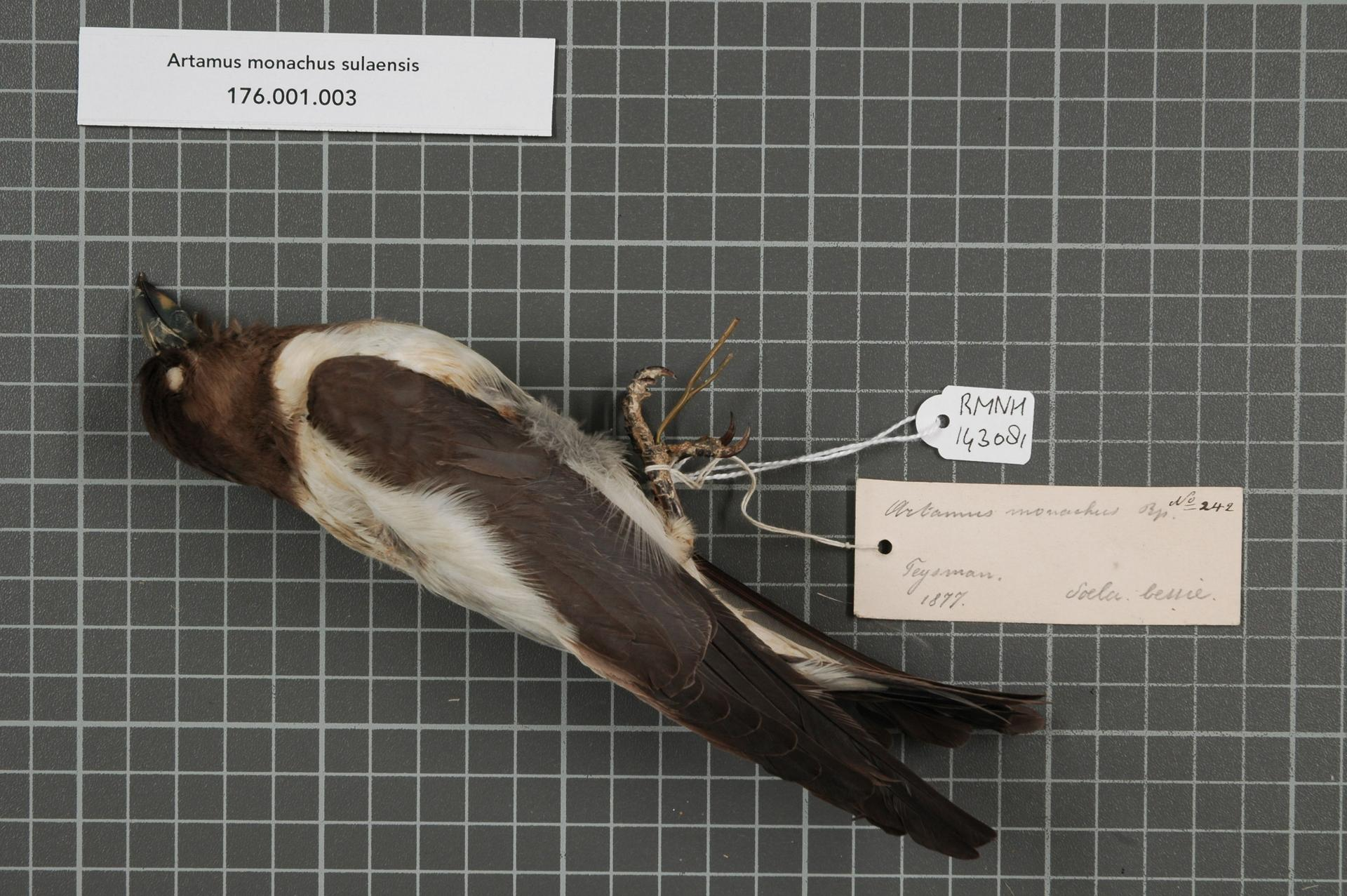
Maschio impagliato della "sottospecie" sulaensis.

L'artamo monaco è endemico di Sulawesi, risultando presente anche in alcune isolette circonvicine come Lembeh, Butung e le isole Togian, Banggai e Sula (dove la popolazione, dalle dimensioni medie lievemente minori, viene da taluni classificata come sottospecie a sé stante col nome di A. m. sulaensis).
L'habitat di questi uccelli è rappresentato dalle aree boschive e forestali umide fra i 200 ed i 2000 m di quota: l'artamo monaco predilige zone più densamente alberate rispetto alle altre rondini boscherecce.